# 吉林和龙农村商业银行
吉林和龙农村商业银行股份有限公司（简称“和龙农商行”；中国朝鲜语： Hwaryong Nongch'on Sangŏb Ŭnhaeng）是一家位于中国吉林省和龙市人民北大街西侧海兰路北侧的农村商业银行。

## 历史
前身是和龙市农村信用合作联社。
2010年中国银行业监督管理委员会下发了《关于高风险农村信用社并购重组的指导意见》（银监发【2010】71号），定义监管评级为六级的农村信用社，以及监管评级为五B级且主要监管指标呈下行恶化趋势的农村信用社为高风险农村信用社。吉林蛟河农村商业银行为主发起，牵头其他出资方共计出资併購“和龙市农村信用合作联社”，筹建吉林和龙农村商业银行有限责任公司。2015年9月24日吉林银监局批复吉林和龙农村商业银行股份有限公司开业。2015年10月9日吉林和龙农村商业银行股份有限公司开业庆典。注册资本2.51亿元，吉林蛟河农村商业银行股份有限公司出资24.7465%，和龙市海清工贸有限公司、吉林汪清农村商业银行股份有限公司、延边农村商业银行股份有限公司、江西冠威商贸有限公司、延边吉泰建设有限公司、和龙双昊高新技术有限公司分别出资9.8592%、8.4507%、3.6620%、2.9577%、2.8169%、2.6761%。 营业网点17个，员工246人。总资产48亿元,其中各项贷款17亿元,各项存款26亿元,存贷款市场份额均占和龙市金融机构首位,资本充足率12.14%,拨备覆盖率165.9%。